# Марку Беза
Марку Беза (на румънски: Marcu Beza) е румънски писател, дипломат, историк и литературен критик, член-кореспондент на Румънската академия от 1923 година.

## Биография
Беза е роден в костурското влашко село Клисура (Влахоклисура) в 1882 година. Завършва Румънския лицей в Битоля в 1902 г., а по-късно — Филологическия факултет на Букурещкия университет. Пише в „Ромънул де ла Пинд“.
От 1906 година започва работа в румънското посолство в Лондон. Като дипломат във Великобритания изучава модерната английска литература. Между 1931 и 1939 година е генерален консул на Румъния в Йерусалим.

## Трудове
- De la noi, 1905
- Pe Drumuri, 1914 (пътепис)
- O Viată, 1921 (роман)
- Paper on Rumanian People, London, 1920
- Din Anglia, 1922 (есета)
- Romantismul Englez, 1925
- Paganism in Roumanian Folklore, London, 1928
- Romanul Englez Contimporan, 1929
- Doda, London, 1930 (роман)
- Shakespeare in Romania, London, 1931
- Byzantine Art in Roumania, London, Batsford, 1940
- Heritage of Byzantium, London, Society for promoting Christian knowledge, 1947